# Shin Youngsook
Shin Youngsook (申榮淑) es una actriz musical y profesora universitaria surcoreana.

## Carrera
Ha participado como personaje principal de musicales como Grizabella en Cats', la Baronesa Waldstatten en Mozart!, Gertrude en Hamlet, la Señora Teresa Defarge en Cuento de Dos Ciudades, la Señora Danvers en Rebecca, la Emperatriz Myeongseong en La Última Emperatriz y Donna en Mamma Mia!. Cuando interpretó el número musical 'Gold von den Sternen (estrella de oro)' en Mozart!  increíblemente bien, ella ganó el apodo de 'Señora estrella de oro'.
En 2015 regresó como protagonista en The Last Empress (La Última Emperatriz).

## Obras
- 1999, La Última Emperatriz, Señora Sontag
- 2000 Daebak, Señora Heungbu
- 2000 Taepung, Ariel
- 2001 Taepung, Ariel
- 2002 El reino de los vientos
- 2002 La mañana de Goryeo, Princesa Hyemyeong
- 2002 Romeo y Julieta, Niñera
- 2002 Taepung, Trínculo
- 2003 Romeo y Julieta, Niñera
- 2003 Sonido de la Música, Reverenda Madre
- 2003 Christmas Carol, Madmame Cratchit
- 2004 Midsummer night's dream, Helena
- 2004 El día para casarse, kappuni
- 2004 Cuento De Navidad, Señora Cratchit
- 2005 Bari, Bari
- 2005 Cuento De Navidad, Señora Cratchit
- 2005 Aromas de la Antigüedad, Moocheon, Sanhwaga
- 2005 Romeo y Julieta, Niñera
- 2006 Romeo y Julieta, Niñera
- 2006 en El Reino de los vientos, Seryu
- 2006 Yi, Noksu
- 2006 Cuento De Navidad, Señora Cratchit
- 2007 Hermana del Alma, Josephine
- 2007 Laca para el cabello, motormouth
- 2007 El reino de los vientos, Seryu
- 2008 Gatos, Grizabella
- 2008 a los chicos Malos, Muriel
- 2009 Romeo y Julieta (producción francesa), Señora Capuleto
- 2009 Gatos, Grizabella
- 2010 Spamalot, la Dama del lago
- 2010 Coronation Ball - starmania, Stella Spotlight / Cydia
- 2010 Turandot, Turandot
- 2010 Mozart!, Baronesa Valdstatten
- 2011 Hamlet, Gertrudis
- 2011 Mozart!, Baronesa Valdstatten
- 2012 Rudolf, Condesa Larisch
- 2012 historia de dos Ciudades, Madame Defarge
- 2012 Sherlock Holmes, Jane Watson
- 2013 Rebecca, Señora Danvers
- 2013 Un Cuento de dos Ciudades, Madame Defarge
- 2013 Guys and Dolls, Adelaida
- 2014 Mozart!, Baronesa Valdstatten
- 2014 Rebecca, Señora Danvers.
- 2015 Fantasma, Madame Carlotta
- 2015 La Última Emperatriz, Emperatriz Myeongseong
- 2016 Rebecca, Señora Danvers
- 2016 Mamma Mia!, Donna Sheridan
- 2016 Mozart!, Baronesa Valdstatten
- 2016 Fantasma, Madame Carlotta
- 2017 Turandot, Turandot
- 2017 Rebecca, Señora Danvers
- 2017 El último beso, María, Condesa Larisch

## Filmografía

### Apariciones en programas de televisión
| Año  | Título              | Cadena | Notas                                        |
| ---- | ------------------- | ------ | -------------------------------------------- |
| 2018 | King of Mask Singer | MBC    | participó como "Moulin Rouge", (ep. 147-148) |